# Дежман, Карел
Карел Дежман (словен. Karel Dežman, известный также под «славянизованным» именем Драготин Дежман, словен. Dragotin Dežman, и «германизованным» Карл Дешманн, нем. Karl Deschmann; 3 января 1821, Идрия — 11 марта 1889, Любляна) — словенский и австрийский политик, историк, археолог, ботаник и литератор. Был активным политиком, первоначально поддерживал словенское националистическое движение, но разочаровавшись в нём из-за его консерватизма, стал активным сторонником австрийского централизма и прогерманского культуртрегерства с 1862 года. По данной причине в словенской печати его имя нередко рассматривается в негативном контексте.

## Молодость
Родился в состоятельной семье в г. Идрия, герцогство Карниола (ныне его территория входит в состав Словении). После смерти отца в 1824 г. переехал в Любляну, где его воспитывал дядя Михаэль, финансировавший Словенское национальное возрождение, личный друг видного словенского филолога Ф. Метелько.
Получив среднее образование в колледжах Любляны и Зальцбурга, в 1839 г. он поступил в Венский университет, где изучал медицину. В Вене он вскоре попал под влияние словенских романтических националистов и присоединился к словенской радикальной молодёжи. В частности, он участвовал в манифестации по случаю похорон польского патриота Э. Корытко в Любляне, когда ему поручили нести гроб покойного.
Во время революции 1848 г. поддержал программу «Единой Словении», был одним из организаторов бойкота выборов во «Франкфуртский парламент» в словенских землях. В это время он начал использовать имя Драготин — славянизированную форму своего имени Карел (Карл).
В 1849 г. Дежман вернулся в Любляну, где первоначально преподавал в гимназии, затем возглавил Провинциальный музей Карниолы, продолжил активно участвовать в политике. Составил раздел словенско-немецкой естественнонаучной терминологии для словаря словенского языка под редакцией Макса Плетершника.

## Эволюция политических взглядов
С середины 1850-х гг. Дежман всё сильнее отдаляется от Словенского национального движения, разочарованный консервативной позицией его лидеров Янеза Блейвейса и Ловро Томана. Несмотря на это, в 1861 г. он был избран в австрийский парламент от словенских националистов. В парламенте Дежман присоединился не к словенским националистам, а к богемским федералистам. Он поддержал мирное сосуществование словенской и немецкой культур на словенских землях. В 1862 г. разрыв Дежмана со словенскими националистами стал открытым, когда он опубликовал брошюру под названием «Немецкая культура в Крайне», где утверждал, что немецкая культура обязана цивилизовать Крайну, принести туда экономический и политический прогресс, но без германизации.
Политическая эволюция Дежмана вызвала раздражение и ярость его прежних коллег — словенских националистов. Писатель Янез Тврдина сравнил его с Иудой. Сам Дежман в ответ занял ещё более жёсткую антисловенскую позицию в конце 1860-х — начале 1870-х гг., обвинив словенских националистов в панславизме, противостоял основанию университета с преподаванием на словенском языке и уравнения словенского языка с немецким в административном обиходе.
В 1871—1874 гг. занимал пост градоначальника Любляны. В 1873 г. переизбран в австрийский парламент от централистско-либеральной Австрийской конституционной партии и вскоре возглавил её местное отделение в Крайне. Безуспешно пытался заключить альянс между конституционалистами и партией Молодых словенцев.

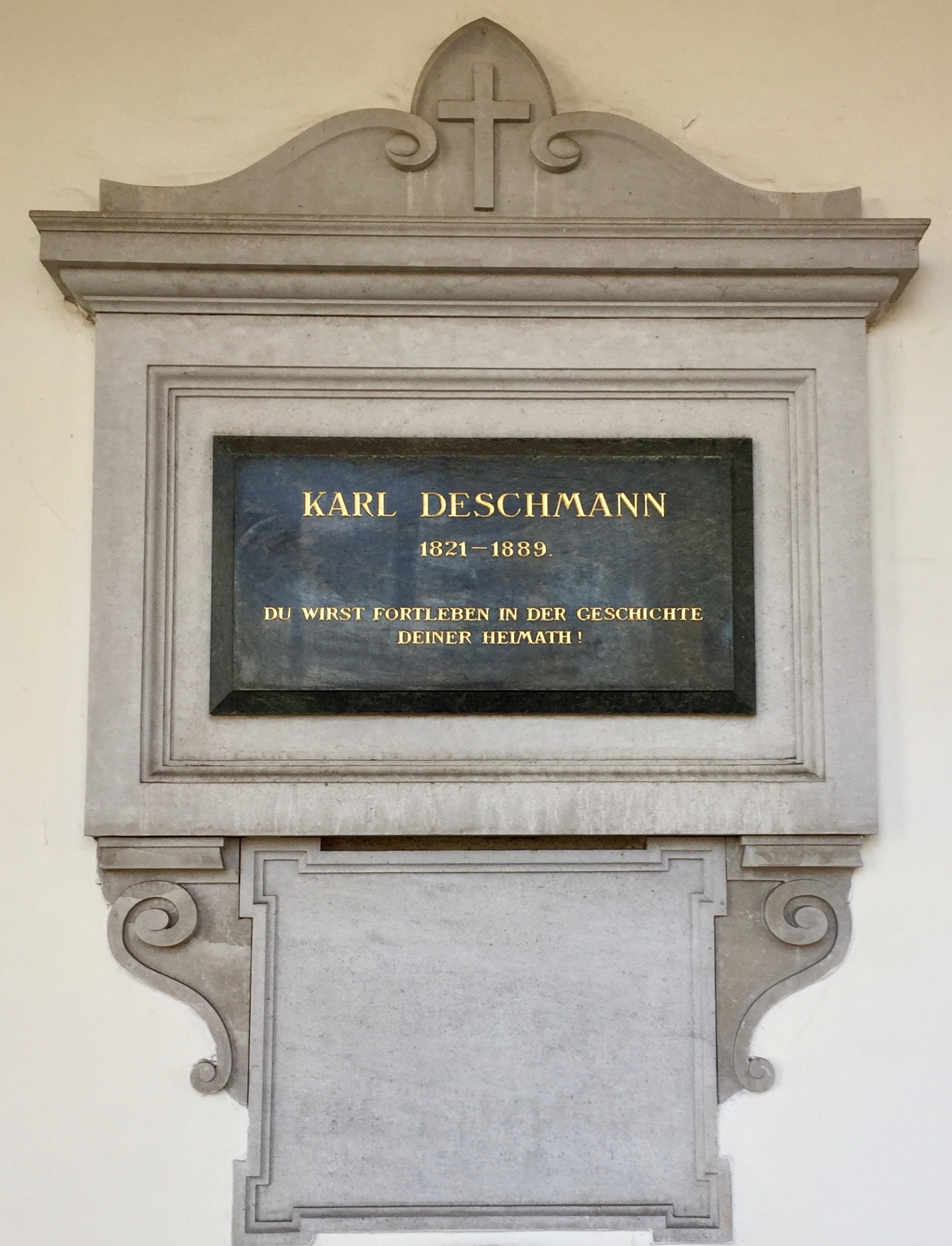
Надгробие Карела Дежмана в Любляне

Умер в 1889 г., похоронен на кладбище св. Христофора в районе Бежиград.

## Научные достижения
Дежман был выдающимся археологом своего времени. В 1875 г. он начал раскопки Люблянских болот, где в округе Иг были открыты доисторические поселения. Он также открыл множество поселений эпохи железного века в Нижней Карниоле.
Также Дежман интересовался этнографией. В 1868 г. он впервые опубликовал легенду о Золотом роге, которую он услышал во время одной из своих экспедиций в Юлианские Альпы.